# Еаптека
«Еапте́ка» (с 11 ноября 2020 года по апрель 2022 года — «Сбер Еапте́ка») — российская интернет-аптека. Создана в 2011 году. По итогам 6 и 9 месяцев 2020 года компания заняла второе место в тройке крупнейших аптечных сервисов дистанционного заказа.

## История
Интернет-аптеку основал Антон Буздалин в 2011 году, а домен eapteka.ru был зарегистрирован ещё в январе 2000 года. Интернет-проекты Антон и Роман Буздалины и Сергей Солодов — владельцы аптечной сети «А5» — развивали в связке с аптечной сетью.
В 2016 году аптечная сеть «А5» была продана группе «36,6», интернет-активы в эту сделку не вошли. В октября 2017 года «Еаптека» объявила о запуске франчайзингового проекта под своим брендом, ориентированного на единичные региональные аптеки и небольшие сети численностью до 20 точек. Согласно договору франчайзи получали доступ к технологиям и клиентской базе «Еаптеки», а также эксклюзив на свой район, а «Еаптека» — новые точки выдачи онлайн-заказов. На тот момент у «Еаптеки» было 10 собственных точек, семь из которых находились в Москве и области, две — в Санкт-Петербурге и одна — в Твери.
В октябре 2020 года «Сбер» и группа компаний «Р-Фарм» объявили об инвестициях в «Еаптеку», которые должны пойти на улучшение качества сервиса и региональную экспансию. В результате сделки обе компании получили по 45 % акций «Еаптеки», её основатель Антон Буздалин сохранил за собой 10 %. Сделка была окончательно закрыта в феврале 2021 года. Известно, что сумма инвестиций Сбербанка составила 5,7 млрд руб., сколько вложил «Р-фарм» стороны не раскрывали. Журнал Forbes приводил данные, что постинвестиционная оценка компании после вложений «Сбера» и «Р-Фарм» может составить $150-200 млн.
В апреле 2022 года, из-за санкций «Сбербанка», было возвращено прежнее название «Еаптека».

## Бизнес-модель
На конец 2020 года «Сбер Еаптека» включала 100 собственных и 1000 партнёрских пунктов выдачи заказов в 76 городах России, включая Москву, Санкт-Петербург, Казань, Нижний Новгород, Сочи, Красноярск, Екатеринбург, Ростов-на-Дону, Пермь и Иркутск. На 2021 год был запланирован запуск ещё в 76 городах. В рейтинге Vademecum «ТОП200 аптечных сетей по итогам первого полугодия 2020 года» «Еаптека» заняла 22-е место.
С января 2020 года в приложениях для iOS и Android доступны чат с фармацевтом, мультикорзина с возможностью выбора аптеки для самовывоза, если часть заказа недоступна для доставки, а также оплата с помощью Apple Pay и возможность выбрать бесконтактную доставку. В октябре 2020 года обновлённая версия приложения, адаптированная для людей с особыми потребностями, стала победителем премии Digital Health Awards в номинации «Прорыв года» категории «Аптеки и розница». В декабре 2020 года сайт и приложение были отмечены «Премией Рунета — 2020» в номинации «Здоровье и отдых» за удобный сервис, в феврале 2021 приложение получило награду «Золотое приложение — 2020» в категории «Лучший дизайн приложения».
В ассортименте «Сбер Еаптеки» на начало 2021 года было около 70 тысяч наименований. На начало 2021 года ежемесячно сервисом пользовались более 7 млн человек. С 2020 года «Сбер Еаптека» развивает в Москве и Московской области систему аптек-хабов для снижения нагрузки на центральный склад и внедрения доставки за час. К февралю 2021 в московском регионе работало 15 хабов, компания планировала открыть в течение года ещё 25 хабов.

## Финансовые показатели
По данным «СПАРК-Интерфакса», в 2019 г. выручка ООО «Еаптека» составила 5,1 млрд руб., чистый убыток — 354,4 млн руб. По данным «Сбербанка» и «Р-Фарм», оборот «Еаптеки» за 2020 год составил более 11 млрд руб. Согласно собственным данным компании, по итогам девяти месяцев 2020 года рост продаж через сайт составил 146 % год к году, через приложение — 158 %.